# Дуссе-Алиньский тоннель
Дуссе-Алиньский тонне́ль — железнодорожный тоннель на Байкало-Амурской магистрали, на участке Ургал — Комсомольск-Сортировочный.
Тоннель, расположенный на территории Хабаровского края, пересекает Буреинский хребет (точнее, хребет Дуссе-Алинь). Длина тоннеля 1852 м. На протяжении тоннеля имеются две шахты для вытяжки выхлопов локомотивов проходящих поездов (восточный участок БАМа не электрифицирован, а потому обслуживается тепловозной тягой).
Дуссе-Алиньский тоннель был построен в 1939—1953 годах силами заключённых (см. Бамлаг). Проходка велась с двух сторон навстречу друг другу. После этого тоннель был брошен.

Первая консервация. В 1942 году Государственный Комитет Обороны (ГКО) СССР, принимает решение о строительстве железнодорожной линии вдоль Волги от Сталинграда до Саратова через Сызрань, Ульяновск до Свияжска. Впоследствии эта дорога получила наименование 'Волжская железнодорожная рокада'. Её протяженность составила 978 километров.
По решению того же ГКО СССР были сняты уже уложенные рельсы на участках: разъезд БАМ — п. Тындинский; ст. Известковая — ст. Ургал; ст. Комсомольск-ст. Харпичан. Разборкой железнодорожного полотна, а затем погрузкой снятых рельсов на железнодорожные вагоны занимались все те же заключенные. Этих же заключенных погрузили на вагоны и под охраной отправили на место строительство рокады. […]
В мае 1942 года в связи с упомянутыми выше событиями, приказом ГКО СССР, строительство Дуссе-Алиньского тоннеля было остановлено. На стройке оставили 150 зеков и 35 охранников для консервации стройки. Весь остальной контингент: несколько тысяч зеков, их конвой и вольнонаемных, как было сказано выше, отправили на строительство Волжской рокады. 
— В. М. Прядкин. Неизвестный БАМ
В начале 1947 года было принято решение о продолжении работ на Дуссе-Алиньском туннеле. В соответствии с приказом МВД СССР № 321 от 13.05.50 г., заключенных перебросили на новую стройку для выполнения секретного постановления Совета Министров СССР «О строительстве железной дороги Комсомольск — Победино на Сахалине, тоннельного перехода и паромной переправы через Татарский пролив» от 05.05.1950 за № 1795-702сс. 
Осенью 1952 года строительство полностью возобновили. 
В мае 1953 года строительство восточного участка БАМ (Дуки-Ургал, в него входил и туннель) было вновь прекращено, а затем законсервировано.
В силу высокой обводнённости породы постепенно тоннель оказался полностью заполнен льдом. С возобновлением строительства БАМа в октябре 1975 — феврале 1976 года силами железнодорожных войск тоннель был освобождён от льда (частично с помощью оттаивания, частично механическим путём).
Тоннель введён в эксплуатацию 4 ноября 1982 года.
Новый тоннель
Из-за особенностей конструкции тоннеля, спроектированного по устаревшим нормам 1930-х годов, существуют габаритные ограничения по перевозке грузов. Для решения проблемы этого узкого места на железной дороге ведётся строительство нового, параллельно существующему, однопутного тоннеля длиной 1824 метра, с обустройством шести эвакуационных сбоек между ними. 
Провозная способность участка увеличится с нынешних 16—17 пар поездов в сутки до 20—22 пары поездов в сутки.
Генеральный подрядчик — акционерное общество «Бамтоннельстрой»; стоимость строительства оценивается в 9,6 млрд рублей. 
Сбойка второго Дуссе-Алиньского тоннеля была завершена к 20 февраля 2024.
Запуск в работу тоннеля предполагается в конце 2024 — начале 2025 года.

## Происшествия
В середине июля 2006 года обильные осадки на отрогах Дуссе-Алиньского хребта привели к резкому повышению уровня вод в местных реках. В результате сошедший селевой поток перегородил пути у восточного портала тоннеля; также на перегоне Дуссе-Алинь — Солони в нескольких местах произошёл размыв путей. Восстановительные работы, в которых было занято свыше 200 человек, продлились три дня.